# جورج اريكسون
جورج اريكسون (بالسويدية: Georg Ericson)‏ (و. 1919 – 2002 م) هو لاعب كرة قدم، وعازف بيانو، ومدرب كرة قدم، من السويد، ولد في نوركوبنغ، توفي عن عمر يناهز 83 عاماً.

## روابط خارجية
- جورج اريكسون على موقع IMDb (الإنجليزية)
- جورج اريكسون على موقع اتحاد السويد (السويدية)
- جورج اريكسون على موقع قاعدة بيانات كرة القدم.إي يو (الإنجليزية)
- جورج اريكسون على موقع عالم كرة القدم.نت (الإنجليزية)